# العلاقات الأنغولية الكورية الشمالية
العلاقات الأنغولية الكورية الشمالية هي العلاقات الثنائية التي تجمع بين أنغولا وكوريا الشمالية.

## مقارنة بين البلدين
هذه مقارنة عامة ومرجعية للدولتين:
| وجه المقارنة                                              | أنغولا           | كوريا الشمالية                        |
| --------------------------------------------------------- | ---------------- | ------------------------------------- |
| المساحة (كم2)                                             | 1.25 مليون       | 120.54 ألف                            |
| عدد السكان (نسمة)                                         | 29.78 مليون      | 25.49 مليون                           |
| الكثافة السكانية (ن./كم²)                                 | 23.82            | 211.47                                |
| العاصمة                                                   | لواندا           | بيونغيانغ                             |
| اللغة الرسمية                                             | اللغة البرتغالية | لغة كوريا الشمالية القياسية ‏          |
| العملة                                                    | كوانزا أنغولي    | وون كوري شمالي                        |
| الناتج المحلي الإجمالي (بليون دولار)                      | 124.21 مليار     |                                       |
| الناتج المحلي الإجمالي (تعادل القوة الشرائية) بليون دولار | 184.83 مليار     |                                       |
| الناتج المحلي الإجمالي الاسمي للفرد دولار أمريكي          | 4.10 ألف         |                                       |
| الناتج المحلي الإجمالي للفرد دولار أمريكي                 |                  |                                       |
| مؤشر التنمية البشرية                                      | 0.533            |                                       |
| رمز المكالمات الدولي                                      | +244             | +850                                  |
| رمز الإنترنت                                              | .ao              | .kp                                   |
| المنطقة الزمنية                                           | ت ع م+01:00      | ت ع م+08:30، ت ع م+08:30، ت ع م+09:00 |

## منظمات دولية مشتركة
يشترك البلدان في عضوية مجموعة من المنظمات الدولية، منها:
| علم المنظمة | اسم المنظمة              | تاريخ انضمام أنغولا | تاريخ انضمام كوريا الشمالية |
| ----------- | ------------------------ | ------------------- | --------------------------- |
|             | يونسكو                   | 11 مارس 1977        | 18 أكتوبر 1974              |
|             | الاتحاد الدولي للاتصالات | 13 أكتوبر 1976      | ?                           |
|             | الأمم المتحدة            | 1 ديسمبر 1976       | 17 سبتمبر 1991              |
|             | الاتحاد البريدي العالمي  | ?                   | ?                           |

## وصلات خارجية
- موقع وزارة الخارجية الأنغولية
- موقع وزارة الخارجية الكورية الشمالية